# Марбл-Бар
Марбл-Бар — город в Австралии, расположен в графстве Восточная Пилбара региона Пилбара, на северо-западе Западной Австралии.
Город известен природой окружающей местности, историей региона и климатом — это место считается одним из наиболее жарких на планете.

## История
Город основан в конце XIX века, впервые об этом месте стало широко известно после обнаружения золота в 1890 году старателем Френсисом Дженкинсом, имя которого ныне носит главная улица города.
В 1891 году население составляло около 5 тысяч жителей. К 1895 году было построено здание администрации города, в настоящее время это офис Национального траста. Построенные из кирпичей местной горной породы здания существуют до сих пор. Одним из наиболее известных зданий является отель «Айронклейд» построенный в конце XIX века и включенный в 2006 году в список Австралийского исторического наследия.
С июля 1911 до октября 1950 года город был связан с Порт-Хедландом узкоколейной железной дорогой.

## Климат
В городе зафиксирован мировой рекорд продолжительности жаркой погоды — средняя температура превышала +37.8 °C в течение 162 дней, с 30 октября 1923 года по 8 апреля 1924 года, а максимальная температура достигала +49.2 °C и была зафиксирована 3 января 1922 года.
Средняя температура декабря, самого жаркого месяца в году, составляет 41,6 °C, января и ноября 41 °C и 40,5 °C соответственно, средняя температура самого холодного месяца — июля 26,8 °C. За год насчитывается в среднем 278 дней с температурой выше 30 °C и 105 дней (более 3-х месяцев) с температурой выше 40 °C.
В год выпадает от 71,1 (1924) до 797,9 (1980) мм осадков. Наибольшее суточное количество осадков — 304,8 мм (1941).
| Показатель                                     | Янв. | Фев. | Март | Апр. | Май  | Июнь | Июль | Авг. | Сен. | Окт. | Нояб. | Дек. | Год   |
| ---------------------------------------------- | ---- | ---- | ---- | ---- | ---- | ---- | ---- | ---- | ---- | ---- | ----- | ---- | ----- |
| Абсолютный максимум, °C                        | 49,2 | 48,3 | 46,7 | 45,0 | 39,5 | 35,8 | 35,0 | 37,2 | 42,6 | 45,6 | 47,2  | 48,3 | 49,2  |
| Средний суточный максимум, °C                  | 41,0 | 39,8 | 39,0 | 36,0 | 30,7 | 27,1 | 26,8 | 29,6 | 33,9 | 37,6 | 40,5  | 41,6 | 35,3  |
| Средняя температура, °C                        | 33,3 |      |      |      |      |      |      |      |      |      |       |      | 27,3  |
| Средний суточный минимум, °C                   | 26,1 | 25,7 | 24,8 | 21,4 | 16,6 | 13,2 | 11,7 | 13,3 | 16,7 | 20,3 | 23,6  | 25,5 | 19,9  |
| Абсолютный минимум, °C                         | 18,9 | 13,9 | 15,0 | 10,0 | 5,6  | 1,1  | 2,2  | 3,9  | 5,6  | 10,0 | 14,4  | 17,0 | 1,1   |
| Норма осадков, мм                              | 76,3 | 87,8 | 56,7 | 21,9 | 23,0 | 23,0 | 12,6 | 6,4  | 0,9  | 3,8  | 9,1   | 39,6 | 361,7 |
| Источник: Австралийское метеорологическое бюро |      |      |      |      |      |      |      |      |      |      |       |      |       |